# Zoopagomycota

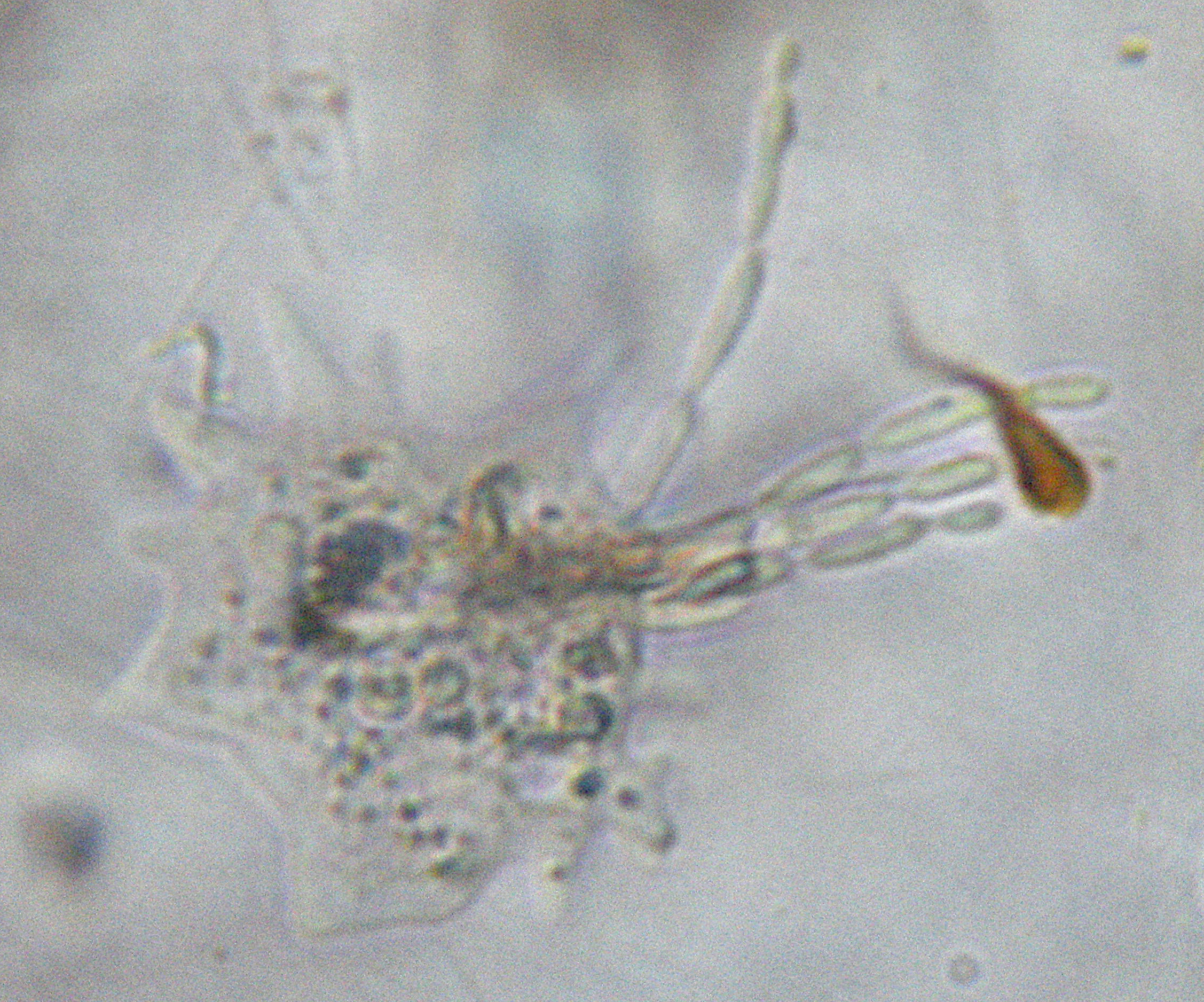
Um fungo da ordem Zoopagales devorando uma ameba.

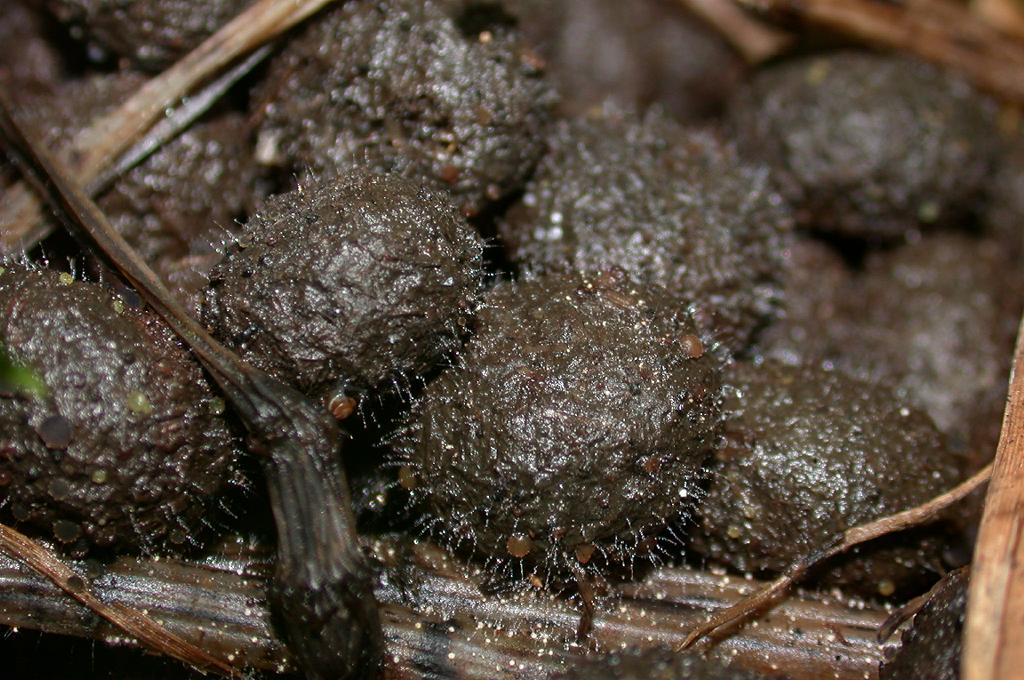
Uma colónia de Helicocephalum sp. (Helicocephalidaceae) a proliferar sobre matéria fecal.

Zoopagomycota é um filo de fungos que inclui uma única classe, Zoopagomycetes, e uma única ordem, a Zoopagales. Pertencia ao grupo polifilético Zygomycota. Os membros do filo Zoopagomycota são micoparasitas e táxons que parasitam ou predam amebas, nematóides e rotíferos.

## Descrição

### Morfologia e ecologia
Os membros do filo Zoopagomycota são fungos microscópicos, tipicamente parasitas obrigatórios de outros fungos zigomicetos e de animais microscópicos do biota do solo, como nematóides, rotíferos e amebas. O grupo contém a maior diversidade de géneros de fungos predadores. O grupo tem uma distribuição natural do tipo cosmopolita, estando presente em solos de todo o mundo.
Algumas espécies são endoparasitas que vivem principalmente dentro dos corpos dos hospedeiros e apenas saem do hospedeiro aquando da produção de esporos. Outras espécies são ectoparasitas (por exemplo, nos géneros Syncephalis e Piptocephalis) que vivem fora do corpo do hospedeiro mas produzem órgãos especializados, os haustórios, que penetram no corpo do hospedeiro para capturar nutrientes. Haustórios semelhantes são encontrados em patógenos biotróficos vegetais, animais e fúngicos pertencentes a várias outras importantes linhagens fúngicas.
Como a maioria dos outros fungos zigomicetos, os Zoopagomycota têm paredes celulares contendo quitina e apresentam hifas cenocíticas (não septadas). O corpo vegetativo destes fungos consiste num talo simples, ramificado ou não ramificado. A reprodução assexuada é por artrósporos (em Helicocephalum), clamidósporos, com esporangióforos uni ou multiesporados formados em cadeias simples ou ramificadas (merosporângios), geralmente a partir de uma vesícula ou pedúnculo. Muitos produzem haustórios. Onde observados, os esporos sexuais (zigósporos) são globosos e ornamentados. As hifas usadas durante o cruzamento sexual (outcrossing) são semelhantes às hifas vegetativas ou, em alguns casos, podem ser ligeiramente aumentadas.

### Relações evolutivas
Embora grandes avanços tenham sido feitos na resolução das relações evolutivas entre muitas linhagens de fungos, tem sido um desafio resolver as relações dentro e entre os zigomicetos. Por exemplo, o agrupamento incerto de Zoophagus insidians com o subfilo Kickxellomycotina.
Resolver uma monofilia bem suportada para o agrupamento Zoopagomycota tem sido particularmente desafiador por várias razões principais:
- A maioria das espécies de Zoopagomycotina são microscópicas e difíceis de observar;
- A maioria das espécies de Zoopagomycotina não pode ser cultivada separadamente dos seus organismos hospedeiros em cultura axénica, pelo que muito difícil obter DNA puro para estudos moleculares;
- Com base nas sequências de DNA ribossomal, as espécies de Zoopagomicotina podem ter sofrido uma evolução acelerada, portanto, o agrupamento pode ser distorcido por atração de ramificação longa (LBA) e uma alta frequência de mudanças evolutivas paralelas.

## Taxonomia

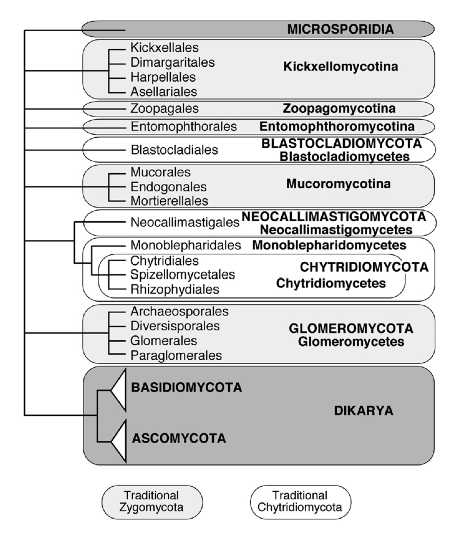
Posição filogenética do antigo grupo dos zigomicetos no reino Fungi

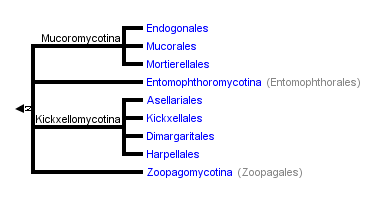
Filogenia dos Zygomycota.

Os fungos que integram a subdivisão Zoopagomycotina estiveram durante muitos anos em incertae sedis na antiga divisão Zygomycota sensu lato, hoje comprovadamente uma agrupamento polifilético. O grupo continha 5 famílias e 20 géneros, aos quais foram adicionados novos géneros e criada uma nova família.
As relações filogenéticas entre e dentro dos subfilos do antigo agrupamento Zygomycota continuam mal compreendidas, e a monofilia de alguns desses geupos permanece em questão, pelo que são por vezes referidos pelo nome informal zygomycetes ou zigomicetos.
Com o nome atribuído a partir do género tipo Zoopage, a ordem dos Zoopagales foi proposta por Richard Keith Benjamin em 1979, a subdivisão Zoopagomycotina por Gerald Leonard Benny em 2007, a classe Zoopagomycetes por Alexander Borissowitsch Doweld em 2014, e a divisão Zoopagomycota por Andrii Pylypovych Gryganskyi, Matthew Edward Smith, Joseph W. Spatafora e Jason E. Stajich em 2016
Um estudo de 2019  mostra que Zoopagales é uma agrupamento monofilético e que o estado ancestral deste clado era o micoparasitismo ou a predação (fungos predadores sendo definidos como se alimentando de mais de um indivíduo durante um estágio do seu ciclo de vida, enquanto os fungos parasitas são definidos como explorando um único indivíduo durante uma fase do seu ciclo).
A etimologia do nome dado ao agrupamento, através da palavra «Zoopagomycotina», assenta nos vocábulos do grego clássico zoo, que significa "animal", e pag, que significa "rocha" ou "geada".

### Famílias e géneros
- Classe Zoopagomycetes Doweld 2014
  - Order Zoopagales Bessey 1950 ex. Benjamin 1979 [Zoophagales Doweld 2014]
    - Família Basidiolaceae Doweld 2013
      - Basidiolum Cienk. 1861

    - Família Cochlonemataceae Duddington 1974
      - Amoebophilus (6 spp.) ectoparasitas de amoebae
      - Aenigmatomyces Castañeda & Kendrick 1993
      - Aplectosoma (1 sp.) parasita de uma ameba
      - Bdellospora (1 sp.) ectoparasita de uma ameba
      - Cochlonema (19 spp.) endoparasitas de amebas e rizópodes
      - Endocochlus (4 spp.) endoparasitas de amebas
      - Euryancale (5 spp. ) endoparasitas de nematóides

    - Família Helicocephalidaceae Boedijn 1959
      - Brachymyces (1 sp.) parasita em rotíferos bdelloides
      - Helicocephalum (5 spp.) parasitas de pequenos animais, especialmente nematóides e ovos de nematóides
      - Rhopalomyces (8 spp.) parasitas de pequenos animais, especialmente nematóides e ovos de nematóides
      - Verrucocephalum Degawa 2013

    - Família Piptocephalidaceae Schröter 1886
      - Kuzuhaea (1 sp.) parasita haustorial de fungos (principalmente de Mucorales)
      - Piptocephalis (25 spp.) parasita haustorial de fungos (principalmente de Mucorales)
      - Syncephalis (61 spp.) parasita haustorial de fungos (principalmente de Mortierellales e Mucorales)

    - Família Sigmoideomycetaceae Benny, Benjamin & Kirk 1992
      - Reticulocephalis (2 spp.) parasita haustorial putativo de fungos
      - Sigmoideomyces (2 spp.) parasita haustorial putativo de fungos
      - Sphondylocephalum Stalpers 1974
      - Thamnocephalis (3 spp.) parasita haustorial de fungos

    - Família Zoopagaceae Drechsler 1938
      - Acaulopage (27 spp.) parasitas haustoriais de amebas
      - Cystopage (7 spp.) parasitas haustoriais de amebas e nematóides
      - Lecófago Dick 1990
      - Stylopage (18 spp.) predador de amebas e nematóides
      - Tentaculophagus Doweld 2014
      - Zoopage (11 spp.) parasita haustorial de amebas e testáceos rizópodes
      - Zoophagus (5 spp.) ectoparasitas de rotíferos loricados e nematóides[8]

    - Incertae sedis
      - Massartia De Wildeman 1897 non Conrad 1926